# Хельминский, Ян
Ян Хельминский  ( пол. Jan Władysław Chełmiński; 1851, c. Бржостове, Царство Польское — 1925, Нью-Йорк , США ) - польско-американский художник.

## Биография
Родился в селе Бржостове, Царство Польское. Начал учиться живописи в Варшаве у Ю. Коссака, что свидетельствовало о раннем таланте молодого адепта живописи. Затем продолжил образование в Варшавской школе живописи (1873). С 1873 года завел в Мюнхене собственную художественную мастерскую.
14 апреля 1875 поступил в Академию изящных искусств в Мюнхене, где постигал мастерство у Александра Штраухберга и Александра Вагнера.
Хельминский также брал частные уроки в мастерской Ю. Брандта (1875) и известного немецкого художника - баталиста Франца Адама (1876).
С 1882 года Ян Хельминский в основном проживал за пределами Польши - сначала в Мюнхене, затем в Лондоне. Впервые посетил США в 1884 году, затем совершил ряд путешествий по городам Великобритании (1888 - 1899), затем в Париж и Санкт-Петербург (1899), затем в 1915 году выехал в Америку и поселился в Нью-Йорке , где и умер в 1925 году.

## Творчество
Ян Хельминский специализировался на изображении ландшафтов, оживленных фигурами людей, лошадей и собак, сценами охоты и солдатского быта, преимущественно эпохи рококо. В своих работах он изображал жанровые сцены из жизни аристократии. Занимался и книжной иллюстрацией.
Его интерес к батальным темам проявился в 1890 году, когда художник создает серию картин, которые относятся к периоду наполеоновских войн и жизни «высшего света Варшавского герцогства». Характерной особенностью его картин была тщательная проработка деталей униформы и оружия.
Хельминский был известен в Европе как коллекционер и знаток униформы солдат наполеоновского периода. Он собрал большую коллекцию оружия того времени.
Фрагменты его картины часто используются в научных работ на эту тему. Кроме этого, он был автором опубликованной в Париже в 1904 году книги «L’Arme polonaise du Duche de Varsovie», описывающей польские мундиры армии Варшавского герцогства (цикл из 48 картин).
Был членом и одним из основателей Общества защиты польского искусства в США, основанного в Париже в 1897 .
Наиболее известные картины художника: «Охота с борзыми и гончими при Людовике XV», «Отъезд на охоту», «Портрет баварской принцессы Терезы верхом на коне, в сопровождении других всадников», «Охотничья сцена в XVIII столетии».

Некоторые работы
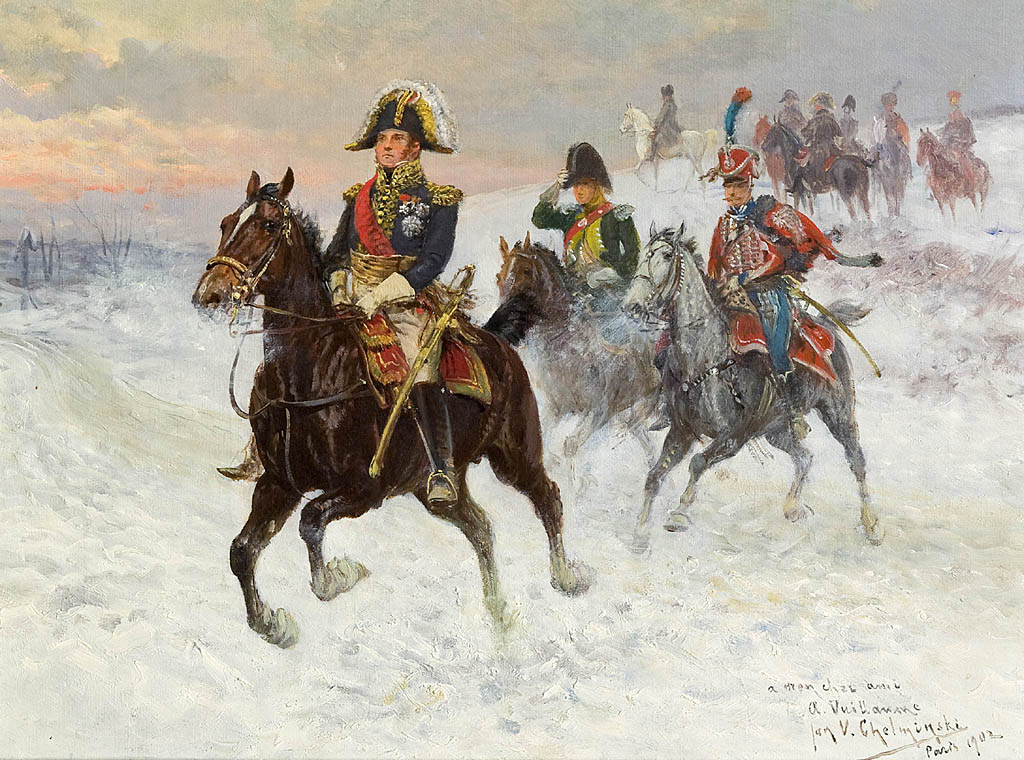
Маршал Ней и Наполеон с войсками во время русской кампании
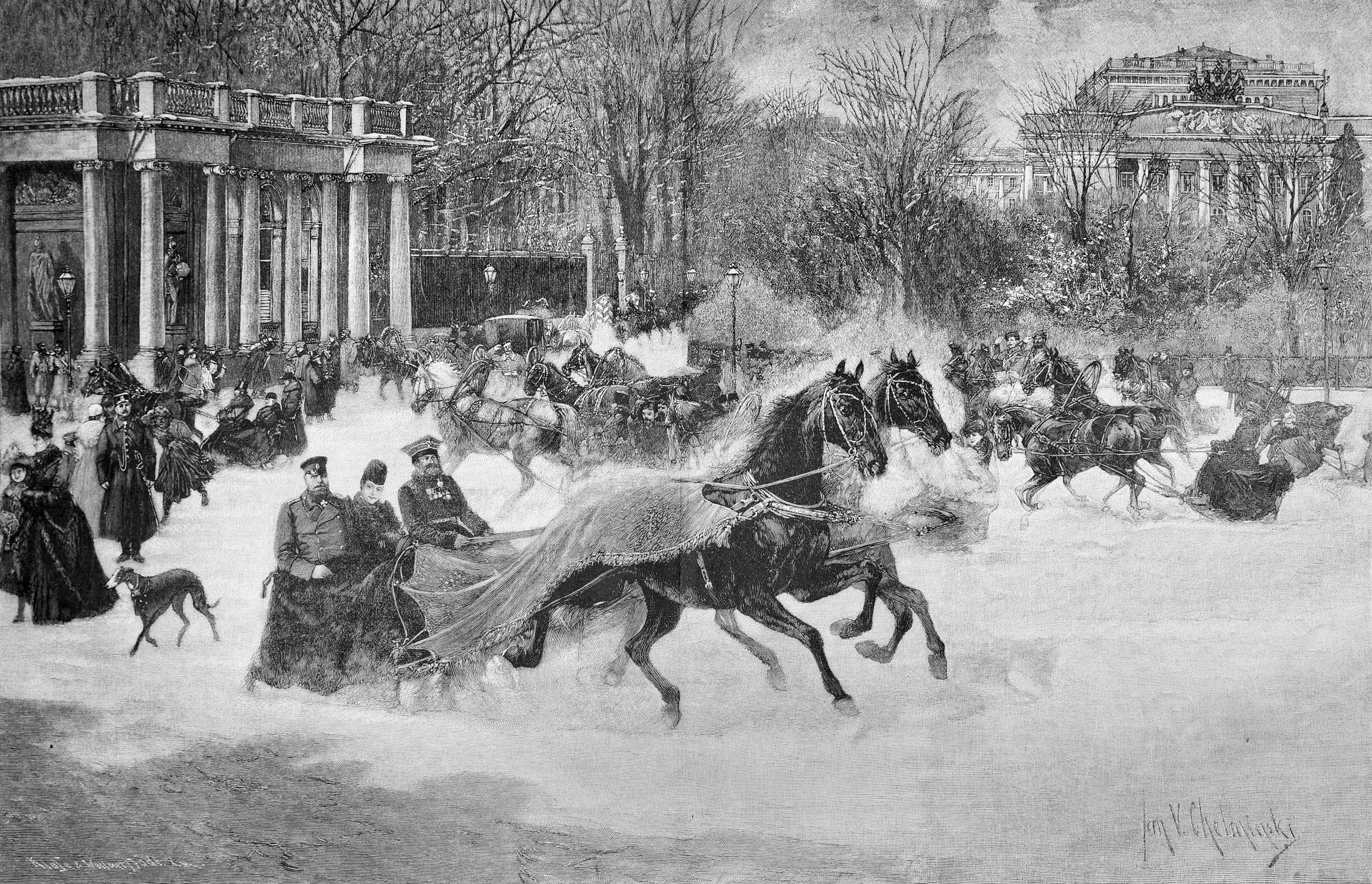
Журнальная иллюстрация Зима в Санкт-Петербурге, 1894
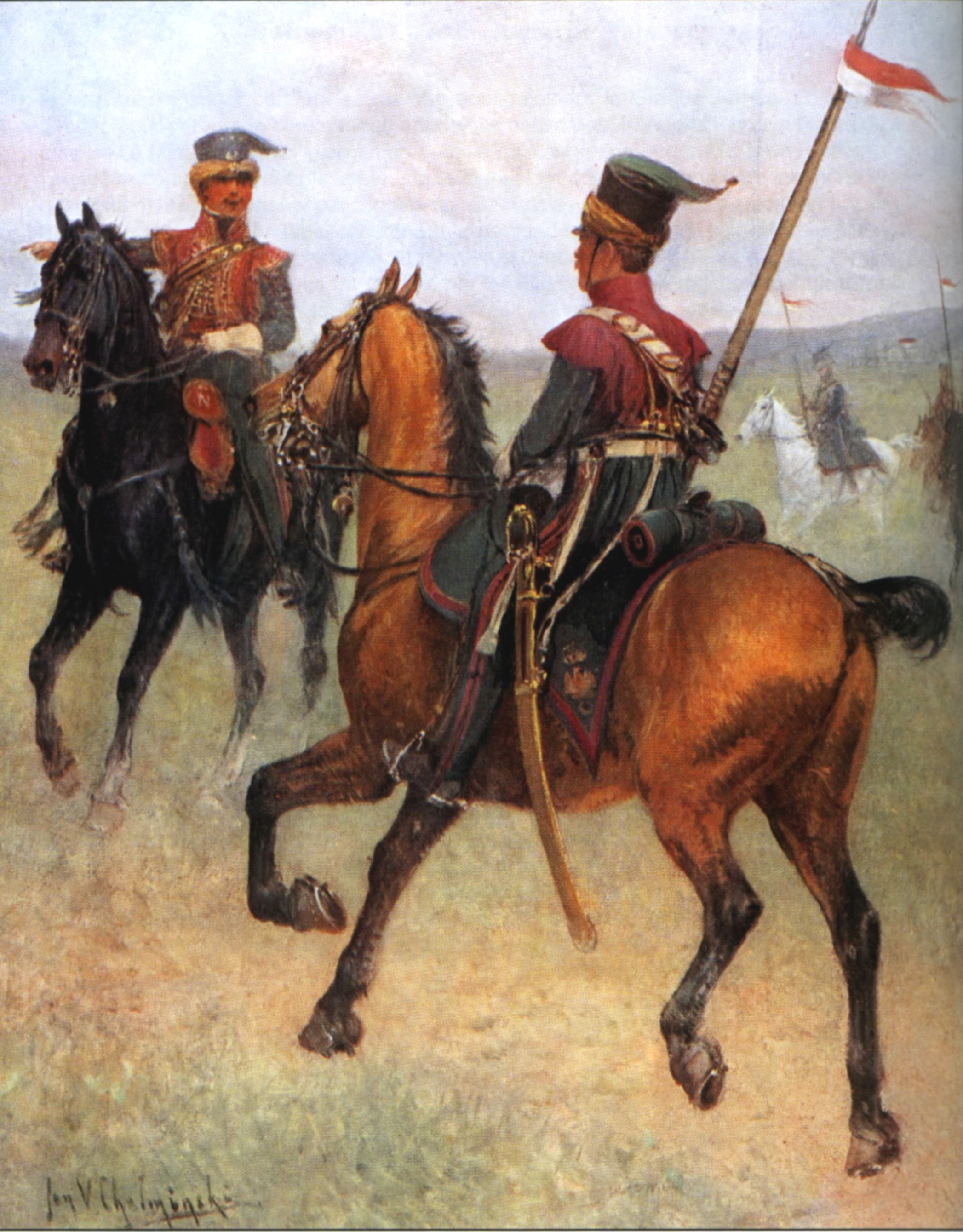
Литовские татары в наполеоновской армии с красными и белыми знаменами Речи Посполитой
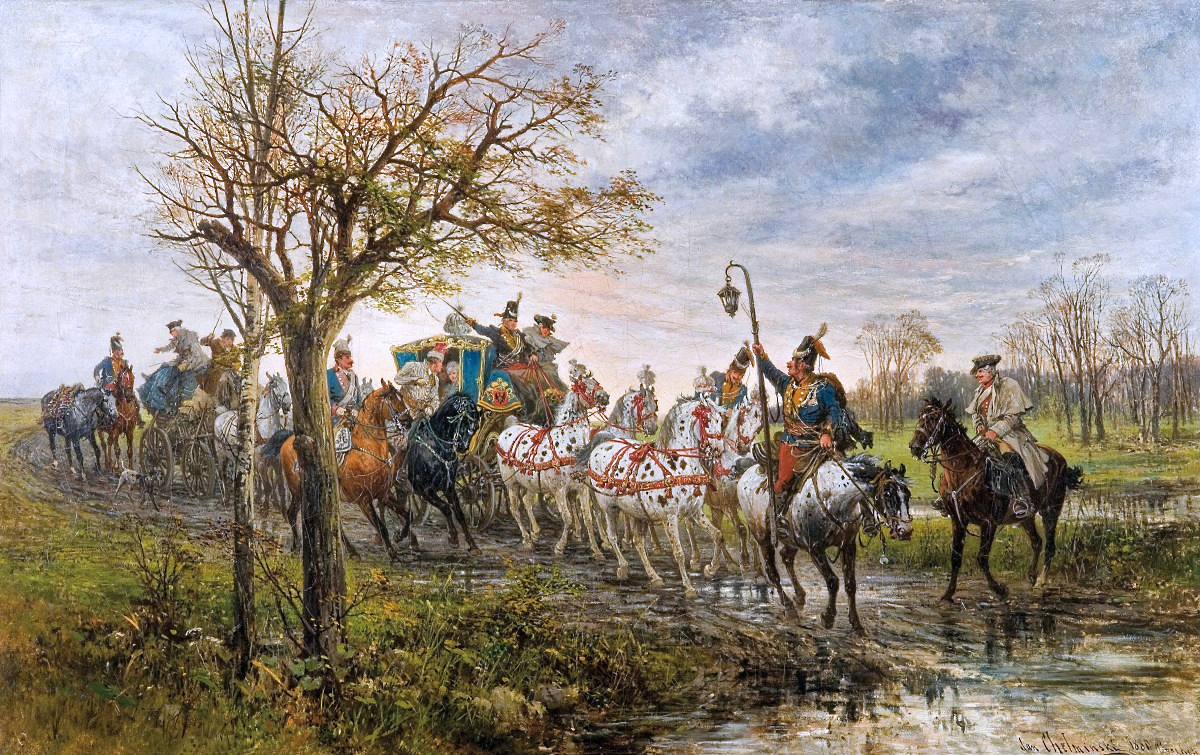
Путешествие двора польского магната во времена короля Августа III Саксонского, 1880